# だるまさんがころんだ (アルバム)
『だるまさんがころんだ』は、富田靖子のスタジオ・アルバム。1991年2月27日発売。発売元は東芝EMI / EASTWORLD。

## 解説
テレビアニメ『三丁目の夕日』（毎日放送制作）のオープニングテーマ、およびエンディングテーマが収録されたミニ・アルバム。 
作家に吉田拓郎（ペンネーム: 入江剣）、元・かぐや姫の伊勢正三と南こうせつが参加している。また、ギタリストでもある白井良明や佐橋佳幸をアレンジャーに招くなど、名高いミュージシャンにサポートを受けた作品となっている。 
歌詞ブックレット内に掲載されているアーティスト写真は、スタジオでなく住宅街など屋外で撮影されたスナップ風のフォトが多い。オールカラーではなく淡い感じに統一されており、フォーク色が漂う楽曲と相まって懐かしい雰囲気を漂わせている。
しばらく廃盤であったが、音楽配信サービスでデジタル・ダウンロード購入が可能である。

## 批評
『CDジャーナル』は、「神田川的フォーク世界を白井良明らのアレンジで今風に。『役者やのぅー』という感じ。」と批評した。

## 収録曲
| #         | タイトル               | 作詞      | 作曲       | 編曲      | 時間  |
| --------- | ---------------------- | --------- | ---------- | --------- | ----- |
| 1.        | 「イントロダクション」 |           | NINO ROTA  | 白井良明  | 1:09  |
| 2.        | 「恋かくれんぼ」       | 松井五郎  | 入江剣     | 白井良明  | 4:32  |
| 3.        | 「緑の宝石」           | 高坂里佳  | 高坂里佳   | 白井良明  | 4:07  |
| 4.        | 「今日子」             | 松井五郎  | 南こうせつ | 佐橋佳幸  | 4:00  |
| 5.        | 「サガンと紅茶」       | 高坂里佳  | 高坂里佳   | 白井良明  | 4:51  |
| 6.        | 「よりみち」           | 松井五郎  | 南こうせつ | 佐橋佳幸  | 3:18  |
| 7.        | 「3月の引越し」        | 伊勢正三  | 伊勢正三   | 白井良明  | 4:08  |
| 合計時間: | 合計時間:              | 合計時間: | 合計時間:  | 合計時間: | 26:05 |

## 楽曲解説
1. イントロダクション
  - ニーノ・ロータは、アラン・ドロンの主演映画『太陽がいっぱい』のテーマソングなどを手がけたイタリアの音楽家。
  - そのまま2曲目に途切れることなく続いている。
2. 恋かくれんぼ
  - テレビアニメ『三丁目の夕日』オープニングテーマ
3. 緑の宝石
  - テレビアニメ『三丁目の夕日』エンディングテーマ
  - 曲の途中で、汽車のSEが聴こえる仕掛けがある。
4. 今日子
5. サガンと紅茶
6. よりみち
7. 3月の引越し

## 参加ミュージシャン
| イントロダクション - Guitars：白井良明 恋かくれんぼ - Guitars：白井良明 - Synth. Programmer：国友孝純 - Backing Vocals：広谷順子, Rajie 緑の宝石 - Guitars：白井良明 - Synth. Programmer：国友孝純 - Backing Vocals：広谷順子, Rajie 今日子 - Guitars：佐橋佳幸 - Synth. Programmer：国友孝純 - Backing Vocals：広谷順子, Rajie, 富田靖子 | サガンと紅茶 - Guitars：白井良明 - Synth. Programmer：国友孝純 - Backing Vocals：広谷順子, Rajie - Drums：かしぶち哲郎 - Clarinet：小池修 - Accordion：Kiyohiro Kobayashi よりみち - Synth. Programmer：遠山淳 - Backing Vocals：広谷順子, Rajie 3月の引越し - Guitars：白井良明 - Synth. Programmer：国友孝純 - Backing Vocals：広谷順子, Rajie |

## 関連人物
- 伊勢正三
- 西岸良平
- 南こうせつ